# Igo (Sprache)
Igo (auch: Ahlon, Achlo, Anlo, Ago, Ahlõ, Ahonlan, Ahlon-Bogo) ist die Sprache der Igo (auch: Ahlo).
Die Igo leben vorwiegend in Togo, ihre Sprache ist vom Aussterben bedroht.
Die Angaben der Sprecher wird nur noch auf ca. 6.000 (1995) geschätzt. Die Sprecher des Igo leben im Wesentlichen in der Region Plateaux, in der Präfektur Peyeme in der Gegend um Bogo-Ahlon in und um das Dorf Sassanou.
Igo gehört zur großen Sprachgruppe der Kwa-Sprachen und der Gruppe der sog. Togo-Restvölker.